# Vladimir Georgiev
Vladimir Ivanov Georgiev (Bulgaars: Владимир Иванов Георгиев) (Gabare, 3 februari 1908 - Sofia, 14 juli 1986) was een Bulgaars taalkundige. Hij was een expert in de talen vam de Balkan en classificeerde het Thracisch en Illyrisch. Georgiev was ook een van de eersten die bijdroeg aan de ontcijfering van het Kretenzisch-Myceense schrift.

## Biografie
Vladimir Georgiev werd geboren in het dorp Gabare nabij Bjala Slatina. Hij behaalde zijn diploma in de klassieke taalkunde in 1930 aan de Universiteit Sint-Clemens van Ohrid in Sofia. Hij specialiseerde zich in de Indo-Europese en Slavische talen en Algemene taalkunde aan de Universiteiten van Wenen (1933-1934), Berlijn (1935-1936), Florence (1939-1940) en Parijs (1946-1947). 
Voor de Tweede Wereldoorlog was hij actief als assistent-professor en later hoofddocent aan de Universiteit van Sofia. Na de oorlog maakte hij carrière en werkte hij zich op van decaan van de Faculteit Geschiedenis en Taalkunde (1947-1948) tot vice-rector (1948-1951) en uiteindelijk tot rector tussen 1951 en 1956.
Georgiev deed diachronische studie naar de vocalisme en morfologie in de Slavische talen. Hij leidde het project voor de samenstelling van het Bulgaars etymologisch woordenboek en droeg bij aan de creatie van de moderne Bulgaarse spelling. 
Hij overleed op 14 juli 1986 in Sofia. 

## Theorieën

### Thracisch
Georgiev onderscheidde het Thracisch van het Frygisch en Dacisch, en classeerde zowel het Thracisch als het Illyrisch als een aparte taal. In zijn werk De Thraciërs en hun taal beschreef hij zijn fonologisch onderzoek waarin hij deze vijf klankveranderingen waarnam:
1. *o˃a, e.g. *ǵʰolto – 'goud' ˃ *Saldo-
2. bewaring en vervolgens monoftongering van klinkertweeklanken *oy˃ai˃e, *ey˃ei˃i (*aywes-dīti-ās - ‘eeuwig schijnend’ ˃ *Ebisthitia een epitheton)
3. ontwikkeling van een Svarabhakti /u/ of /o/ voor een vloeiklank of nasaalklank, (*dʰŕ̥s- ˃Durze, Dorses (eigennamen))
4. stemloze eindklanken *p t k worden stemloze geaspireerde *ph th kh, stemhebbende eindklanken *b d g, worden *p t k en *bʰ dʰ gʰ worden altijd *b d g
5. fricatievisering of assibilatie van de palato-velaren: *ḱ ǵ ˃ *s/θ z/đ

De laatste klankverandering zou betekenen dat de Thracische taal onder de Satemtalen hoort.

## Prijzen
Het Instituut voor de Bulgaarse Taal, waar hij ooit zelf directeur van was, reikt jaarlijks de Vladimir Georgiev Fondsprijs uit voor het beste academisch werk in de taalkunde.

## Werken

### Monografieën
- Предгръцко езикознание (Pregriekse taalkunde) (2-delig), 1941-1945
- Тракийският език (De Thracische taal), 1957
- Въпроси на българската етимология (Vraagstukken van de Bulgaarse etymologie), 1958
- Изследвания по сравнително-историческо езикознание (Studies in de comparatieve-historische taalkunde), 1958
- Българска етимология и ономастика, (De Bulgaarse etymologie en Onomastiek), 1960
- Вокалната система в развоя на славянските езици (Het vocaalsysteem in de ontwikkeling van de Slavische talen), 1964
- Увод в историята на индоевропейските езици (Inleiding tot de geschiedenis van de Indo-Europese talen), 1966
- Общеславянское значение проблемы аканья (Pan-slavisch betekenis van het akanje-probleem), 1968
- Основни проблеми на славянската диахронна морфология (Basisproblemen bij de Slavische diachronische morfologie), 1969
- Траките и техният език (De Thraciërs en hun taal), 1977

- Bibsys: 90569430
- Biblioteca Nacional de España: XX946165
- Bibliothèque nationale de France: cb12163166s (data)
- Gemeinsame Normdatei: 118716964
- International Standard Name Identifier: 0000 0001 0922 9459
- Library of Congress Control Number: n82058564
- Nationale Bibliotheek van Letland: 000133538
- Nationale Bibliotheek van Tsjechië: js2009244500
- Nationale bibliotheek van Australië: 35797632
- Nationale Bibliotheek van Israël: 987007277372005171
- Nationale en Universitaire bibliotheek Zagreb: 000128631
- Nederlandse Thesaurus van Auteursnamen: 069494290
- Istituto Centrale per il Catalogo Unico: RMSV096189
- Système universitaire de documentation: 068525109
- Trove: 1091970
- Virtual International Authority File: 36957458
- WorldCat: E39PBJxrWcVhkmMB4RF8KBJYyd